# Thorntons
Thorntons Ltd. – brytyjskie przedsiębiorstwo zajmujące się produkcją i sprzedażą wyrobów cukierniczych, głównie czekolady. Siedziba przedsiębiorstwa znajduje się w Greenford, w Londynie.
Przedsiębiorstwo powstało w 1911 roku, gdy Joseph William Thornton otworzył w Sheffield swój pierwszy sklep ze słodyczami.
W 2008 roku przedsiębiorstwo posiadało ok. 360 sklepów z własnymi wyrobami na terenie Wielkiej Brytanii oraz ok. 220 jednostek franczyzowych. Po przejęciu w 2010 roku firmy Cadbury przez amerykański koncern Kraft Foods, była to największa niezależna spółka branży cukierniczej w Wielkiej Brytanii. W roku 2015 Thorntons zostało przejęte przez włoskie przedsiębiorstwo Ferrero.